# Pomatostomus temporalis
Pomatostomus temporalis е вид птица от семейство Pomatostomidae.

## Разпространение
Видът е разпространен в Австралия, Индонезия и Папуа Нова Гвинея.